# NGC 7656
NGC 7656 (również PGC 71357) – galaktyka soczewkowata (S0), znajdująca się w gwiazdozbiorze Wodnika. Odkrył ją Francis Leavenworth 9 października 1885.